# チリカブリダニ
チリカブリダニ（Phytoseiulus persimilis）は、カブリダニの一種である。農業分野で生物農薬として使用される。

## 生態
成虫は艶のあるみかん色をしており、約30日間生存する。ただし、体色については、餌となるハダニの色により変化する。最低活動温度は12℃とされており、冬季に放飼する際は、保温・加温に努める必要がある。温度が不足すると、定着に斑が生じることもある。
雌成虫の体長さは約0.35mmで熟練者の場合、肉眼でも発見できる。
卵はやや雫状の球形をしている。ハダニの卵よりやや大きいため識別しやすい。

## 食性
ナミハダニ等ハダニ類（卵 - 成虫まで）を餌とする。捕食範囲が狭いため、餌が減った場合は餓死する。